# エリック・ベックマン
エリック・ベックマン (Eric Backman、1896年5月18日- 1965年6月29日)は、スウェーデンの陸上競技選手。中長距離を得意とした選手で、1920年アントワープオリンピックでは、クロスカントリーで、フィンランドのパーヴォ・ヌルミに次いで銀メダルを獲得したのをはじめ4つのメダルを獲得した選手である。